# Rue Sainte-Anastase
Pour les articles homonymes, voir Saint Anastase et Anastase.
La rue Sainte-Anastase est une rue du 3e arrondissement de Paris.

## Situation et accès
Elle est située dans l'est du Marais à mi-chemin entre la place de la République et la place des Vosges.
Ce site est desservi par la station de métro Saint-Sébastien - Froissart.

## Origine du nom
Ce nom lui vient des religieuses hospitalières de Sainte-Anastase, également appelées hospitalières de Saint-Gervais. Le mot « Anastase » provient du grec Anastasis, qui signifie « résurrection ».

## Historique
Cette rue du Marais fut ouverte comme ses voisines en 1620, sous sa dénomination actuelle, au travers des propriétés de la couture Saint-Gervais, appartenant aux religieuses hospitalières Saint-Gervais, dites aussi de Sainte-Anastase.
Elle est citée sous le nom de « rue Saint Anastaze » dans un manuscrit de 1636.
Une décision ministérielle du 13 fructidor an VII fixa la largeur de cette voie publique à 8 m. En vertu d'une ordonnance royale du 31 mars 1835, cette largeur est portée à 10 m.

## Bâtiments remarquables et lieux de mémoire
- Au no 1, la maison a appartenu au père de Libéral Bruant, puis à Nicolas Rollot et enfin à Jacques Dupille.
- Au no 3, la maison fut habitée par Henri Darracq, résistant communiste fusillé par les Allemands en 1941.
- Au no 10, maison habitée par Georges Dudach, fusillé au Mont-Valérien en 1942.
- Au no 12, Juliette Drouet vécut de 1845 à 1848 dans un appartement de cet immeuble où elle disposait d'un petit jardin
- Au no 14, Louis de Coulanges y mourut en 1675. Juliette Drouet y habita de mars 1836 à février 1845 avant de déménager au no 12[3]
- Le no 22, François Couperin en aurait été propriétaire.

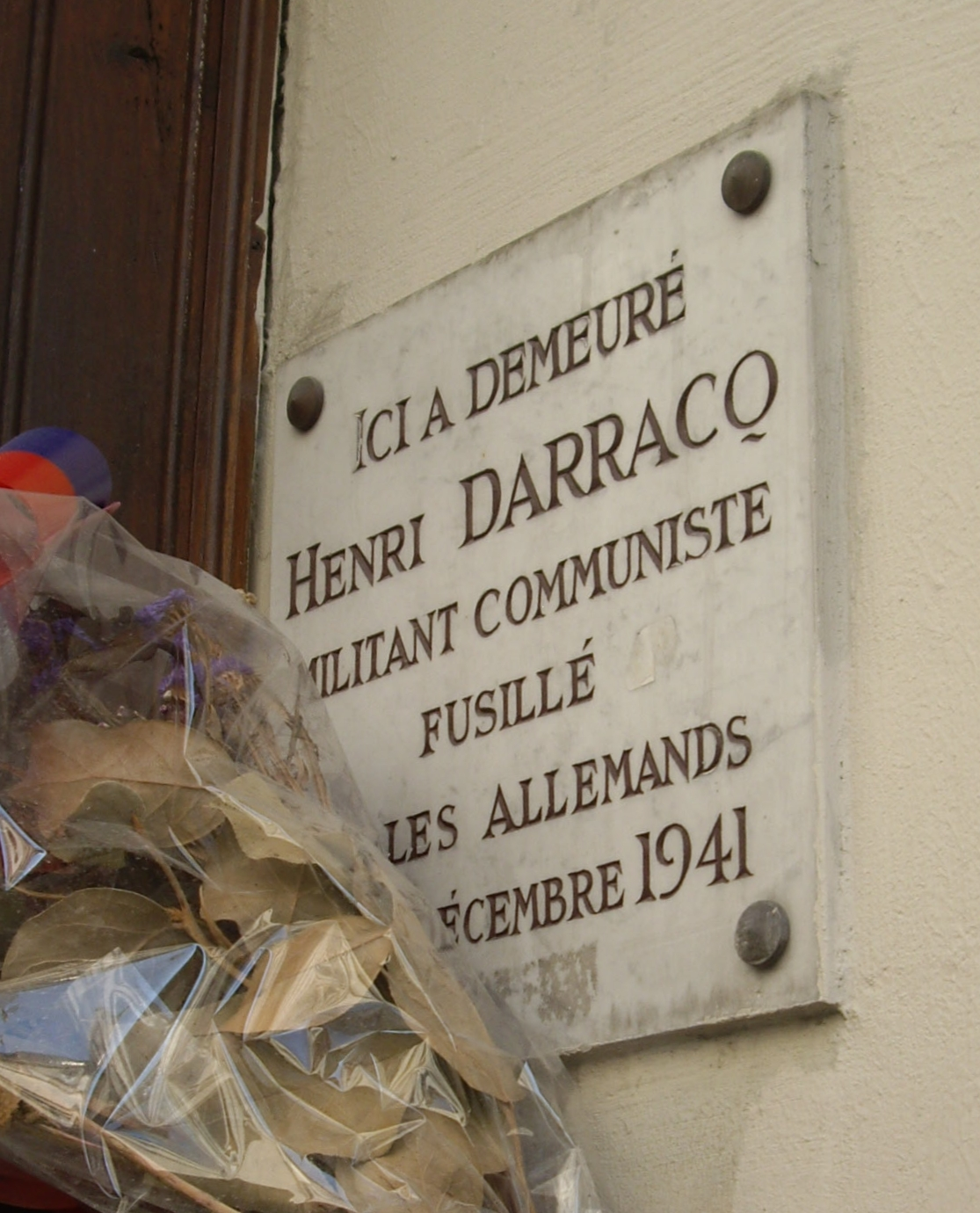
Plaque au no 3.

## Sources et références
1. ↑  Jacques Hillairet, Dictionnaire historique des rues de Paris, Éditions de Minuit, p. 490.
2. ↑  Félix Lazare et Louis Lazare, Dictionnaire administratif et historique des rues de Paris et de ses monuments (1re éd. 1844) (BNF 32357628, lire en ligne), p. 11.
3. ↑  Danielle Chadych, Le Marais : évolution d'un paysage urbain, Paris, Parigramme, octobre 2005, 638 p. (ISBN 2-84096-188-1), p. 572-573